# Завод азотної хімії в Ботані
Завод азотної хімії в Ботані – колишній виробничий майданчик на сході Австралії, створений компанією Imperial Chemical industry of Australia and New Zealand Limited (ICIANZ, дочірня структура британського хімічного концерну Imperial Chemical Industries, ICI).
На першому етапі аміак отримували в Австралії як побічний продукт коксохімічної промисловості. В 1939-му ICIANZ запустила у Діїр-Парку (Мельбурн) перше виробництво аміаку на основі коксу, а під час Другої світової війни на замовлення уряду узялась за зведення ще чотирьох таких заводів (три з яких встигли ввести у дію до завершення бойових дій). З плином часу в ICI розробили більш перспективну нафтохімічну технологію виробництва аміаку і в 1962-му ICIANZ прийняла рішення спорудити у Ботані (Сідней) завод річною потужністю 33 тисячі тонн аміаку та 11,5 тисяч тонн метанолу.
Аміачне виробництво у Ботані стало до ладу в 1964 році. Вперше в історії хімічної промисловості Австралії як сировину для нього використовували вуглеводні, в даном випадку naphtha (суміш легких рідких вуглеводнів, що в цілому відповідає конденсату). Втім, конструкція аміачного заводу ще містила елементи застарілого дизайну, який походив з часів, коли аміак продукували на основі коксу.
Аміак далі використовували для:
- живлення лінії сечовини річною потужністю 32 тисячі тонн;
- продукування нітратної кислоти та нітрату амонію (останній є продуктом реакції нітратної кислоти та аміаку). Нітрат амонію міг використовуватись як добриво, проте більшість цього продукту випускали у формі промислової вибухівки.
Також можливо відзначити, що вже у 1969-му консорціум під головуванням ICIANZ запустив в тому ж штаті Новий Південний Уельс завод аміаку та нітрату амонію в Коорганзі, а в 1970-му ICIANZ стал співвласником Consolidated Fertilizers Limited, що мала потужний завод аміаку та сечовини Гібсон-Айленд.